# Marija Kozar Mukič
Marija Kozar Mukič, slovenska pisateljica in etnologinja, * 8. marec 1952, Budimpešta.
Marija Kozar Mukič je mladost preživela na Madžarskem, nato pa se je vpisala na študij etnologije in slovenščine na Filozofski fakulteti v Ljubljani. Po končanem študiju se je vrnila na Madžarsko, kjer je delala kot etnologinja - višja kustosinja Muzeja Savaria v Szombathelyu (Sombotelu), specializirana za slovensko manjšino na Madžarskem in od 1992 vodila Muzej Avgusta Pavla v Monoštru.
Doslej je objavila že več kot dvesto znanstvenih in poljudnoznanstvenih spisov ter šest knjig v slovenščini in madžarščini. Kot prva je sestavila in objavila etnološki dvojezični besednjak, ki ga je poimenovala »Etnološki slovar Slovencev na Madžarskem«. Uredila je tudi štiri zvezke dvojezičnega zbornika »Etnologija Slovencev na Madžarskem«. Od 2019 je dopisna članica SAZU.
Njen mož je Francek Mukič porabski jezikoslovec in pisatelj. Njun sin je Dušan Mukič novinar, pesnik in prevajalec.

## Nagrade
- Štrekljeva nagrada (2005)
- Murkova nagrada (2009)
- dopisna članica SAZU v razredu za filološke in leterarne vede (2019)